# Eishockey-Bundesliga (Österreich) 1994/95
Die Österreichische Eishockeyliga 1994/95 wurde zwischen zehn Vereinen ausgetragen. Meister wurde zum sechsten Mal in der Vereinsgeschichte Titelverteidiger VEU Feldkirch, der sich im Finale gegen den EC VSV durchsetzte.
Aufgrund des Lockouts der NHL fanden einige Topspieler ihren Weg in die Österreichische Liga, unter anderem Fredrik Olausson beim EC Ehrwald.

## Teilnehmer
Für die Saison 1994/95 wurde das zuletzt auf nur noch vier Vereine geschrumpfte Teilnehmerfeld der Bundesliga durch beinahe alle Teams aus der Nationalliga ergänzt. Einzige Ausnahmen waren der EC Kitzbühel und der UEC Mödling, die in der Oberliga antraten. Diese bildete in der Saison 1994/95 als Ersatz für die nicht ausgetragene Nationalliga die zweithöchste Spielklasse.
Nach drei Jahren wurde außerdem die Austragung der Alpenliga ausgesetzt. Stattdessen fand vor Austragung der nationalen Meisterschaften ein Europäischer Ligacup statt, an dem Mannschaften aus Österreich, Italien, Slowenien, Frankreich und Dänemark teilnahmen. Mit dabei waren die VEU Feldkirch, der EC KAC, der EC VSV, der EC Graz, der CE Wien und der Kapfenberger SV aus Österreich, sowie weitere Alpenliga-Mannschaften aus Slowenien und Italien. Der HC Bozen konnte diesen Wettbewerb für sich entscheiden.

## Modus
Im Grunddurchgang spielten die Vereine eine Hin- und Rückrunde – danach erfolgte eine Aufteilung: die besten sechs Mannschaften ermittelten in einer Hin- und Rückrunde die Setzung für das Play-off, die verbleibenden vier Mannschaften spielten in einer doppelten Hin- und Rückrunde um die verbleibenden beiden Viertelfinalplätze. Die Playoff-Begegnungen wurden im Best-of-Five-Modus ausgetragen.

## Grunddurchgang

### Tabelle nach dem Grunddurchgang
| Platz | Team            | Spiele | W  | T | L  | Tordifferenz | Punkte |
| ----- | --------------- | ------ | -- | - | -- | ------------ | ------ |
| 1     | EC VSV          | 18     | 15 | 1 | 2  | 91:40        | 31     |
| 2     | EC KAC          | 18     | 13 | 1 | 4  | 83:43        | 27     |
| 3     | EC Graz         | 18     | 12 | 1 | 5  | 104:55       | 25     |
| 4     | VEU Feldkirch   | 18     | 12 | 0 | 6  | 69:42        | 24     |
| 5     | EC Ehrwald      | 18     | 8  | 0 | 10 | 62:68        | 16     |
| 6     | EHC Lustenau    | 18     | 7  | 1 | 10 | 74:102       | 15     |
| 7     | CE Wien         | 18     | 7  | 0 | 11 | 73:84        | 14     |
| 8     | Kapfenberger SV | 18     | 7  | 0 | 11 | 64:80        | 14     |
| 9     | EK Zell am See  | 18     | 3  | 1 | 14 | 54:93        | 7      |
| 10    | EV Zeltweg      | 18     | 3  | 1 | 14 | 48:115       | 7      |

## Zwischenrunde

### Oberes Play-Off (10 Runden)
Für diese Phase erhielten die besten vier Vereine des Grunddurchganges Bonuspunkte: der erstplatzierte 4, der zweite 3, der dritte 2 und der vierte 1.
| Platz | Team          | Spiele | W | T | L | Tordifferenz | Punkte (Bonuspunkte) |
| ----- | ------------- | ------ | - | - | - | ------------ | -------------------- |
| 1     | VEU Feldkirch | 10     | 9 | 1 | 0 | 55:20        | 20 (1)               |
| 2     | EC KAC        | 10     | 7 | 1 | 2 | 64:34        | 18 (3)               |
| 3     | EC VSV        | 10     | 5 | 1 | 4 | 45:31        | 15 (4)               |
| 4     | EC Graz       | 10     | 5 | 1 | 4 | 42:33        | 13 (2)               |
| 5     | EC Ehrwald    | 10     | 1 | 0 | 9 | 26:62        | 2 (0)                |
| 6     | EHC Lustenau  | 10     | 1 | 0 | 9 | 21:73        | 2 (0)                |

### Unteres Play-Off (12 Runden)
Für diese Phase erhielt der siebente nach dem Grunddurchgang zwei, der achtplatzierte einen Bonuspunkt.
| Platz | Team           | Spiele | W | T | L | Tordifferenz | Punkte (Bonuspunkte) |
| ----- | -------------- | ------ | - | - | - | ------------ | -------------------- |
| 7     | SV Kapfenberg  | 12     | 6 | 1 | 5 | 60:51        | 14 (1)               |
| 8     | CE Wien        | 12     | 5 | 2 | 5 | 65:62        | 14 (2)               |
| 9     | EV Zeltweg     | 12     | 6 | 1 | 5 | 62:71        | 13 (0)               |
| 10    | EK Zell am See | 12     | 4 | 2 | 6 | 54:57        | 10 (0)               |

## Playoffs

### Viertelfinale
| Serie                           | Endstand | Spiel 1 | Spiel 2 | Spiel 3 |
| ------------------------------- | -------- | ------- | ------- | ------- |
| VEU Feldkirch (1) – CE Wien (8) | 3:0      | 8:4     | 6:0     | 6:1     |
| EC KAC (2) – SV Kapfenberg (7)  | 3:0      | 5:3     | 6:4     | 9:3     |
| EC VSV (3) – EHC Lustenau (6)   | 3:0      | 7:1     | 3:1     | 2:0     |
| EC Graz (4) – EC Ehrwald (5)    | 3:0      | 7:3     | 4:2     | 6:2     |

### Halbfinale
| Serie                           | Endstand | Spiel 1   | Spiel 2 | Spiel 3 | Spiel 4 | Spiel 5   |
| ------------------------------- | -------- | --------- | ------- | ------- | ------- | --------- |
| VEU Feldkirch (1) – EC Graz (4) | 3:2      | 5:4       | 1:5     | 3:6     | 4:2     | 2:1 n. V. |
| EC KAC (2) – EC VSV (3)         | 1:3      | 3:4 n. V. | 3:5     | 3:4     | 5:7     |           |

### Finale
| Serie                          | Endstand | Spiel 1 | Spiel 2 | Spiel 3 | Spiel 4 | Spiel 5 |
| ------------------------------ | -------- | ------- | ------- | ------- | ------- | ------- |
| VEU Feldkirch (1) – EC VSV (2) | 3:2      | 4:0     | 3:4     | 5:2     | 5:6     | 2:0     |

Mit dem 3:2-Sieg in der Serie verteidigte die VEU Feldkirch ihre Meisterschaft und sicherte sich den insgesamt sechsten Meistertitel der Vereinsgeschichte.

### Relegation
| Serie                                | Endstand | Spiel 1 | Spiel 2 | Spiel 3 | Spiel 4 | Spiel 5 |
| ------------------------------------ | -------- | ------- | ------- | ------- | ------- | ------- |
| EV Zeltweg (9) – EK Zell am See (10) | 3:1      | 7:6     | 5:9     | 5:2     | 9:4     |         |

Der EV Zeltweg sicherte sich den Klassenerhalt.

## Meisterschaftsendstand
| Platz | Team            |
| ----- | --------------- |
| 1.    | VEU Feldkirch   |
| 2.    | EC VSV          |
| 3.    | EC Graz         |
| 4.    | EC KAC          |
| 5.    | EC Ehrwald      |
| 6.    | EHC Lustenau    |
| 7.    | Kapfenberger SV |
| 8.    | CE Wien         |
| 9.    | EV Zeltweg      |
| 10.   | EK Zell am See  |

## Kader des österreichischen Meisters
| Österreichischer Meister VEU Feldkirch | Torhüter: Reinhard Divis, Claus Dalpiaz Verteidiger: Konrad Dorn, Karl Heinzle, Michael Lampert, Dominic Lavoie, Tom Searle, Wolfgang Strauss Angreifer: Franz Fussi, Fritz Ganster, Bengt-Åke Gustafsson, Siegfried Haberl, Martin Lindner, Gerhard Puschnik, Thomas Rundqvist, Jukka-Pekka Seppo, Thomas Sticha, Simon Wheeldon Trainer: Ralph Krueger |